# طريقة توزيع العزوم

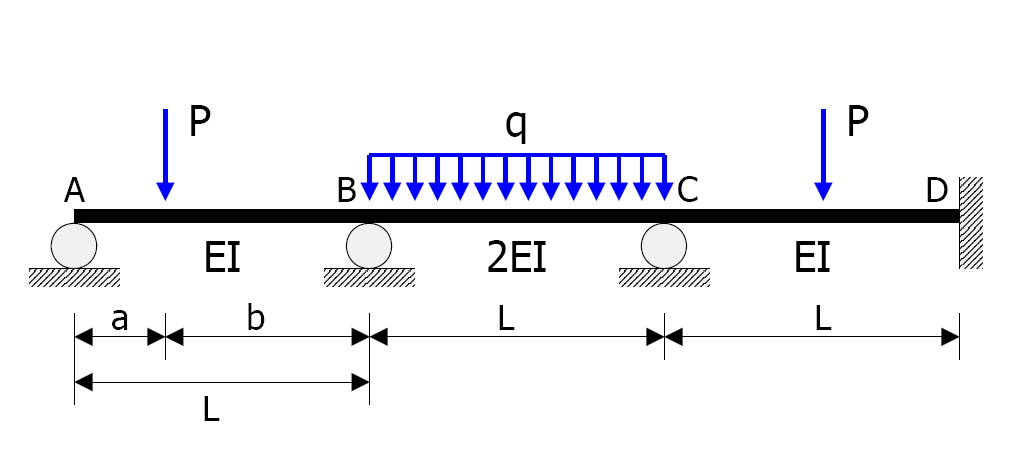

طريقة توزيع العزوم هي طريقة من طرق التحليل الإنشائي لكمرات وإطارات غير محدد استاتيكيا. لقد تم نشرها في عام 1930 علي يد المهندس الإنشائي «هاردي كروس» في صحيفة علمية لجمعية الأمريكية للمهندسين المدنيين. هذة الطريقة تأخذ في اعتبارها تأثير الإنحناء وتهمل تأثير قوي القص والقوي المحورية. منذ 1930 حتي عندما بدأ انتشار استخدامات الحاسوب في التصميم وتحليل المنشأت، كانت طريقة توزيع العزوم الأكثر انتشاراً.

## مقدمة
في طريقة توزيع العزوم، كل مفصلة للمنشأ يتم تحليلها للحصول علي عزوم النهايات الثابتة.ثم كل مفصلة ثابته يتم إطلاق صارخها بشكل متسلسل وثم توزع عزوم النهايات الثابتة علي العناصر المجاورة حتي حدوث إتزان.
تحل طريقة توزيع العزوم رياضياً عن طريق مجموعة من معادلات مترابطة وعمل تكرار حتي الوصول إلي حل هذة المعادلات.
تندرج طريقة توزيع العزوم تحت فئة طريقة الصلابة المباشرة للتحليل الإنشائي.

## التنفيذ
لكي يتم تطبيق طريقة توزيع العزوم لتحليل منشأ ما، يجب الأخذ في الاعتبار الشروط القادمة:

### عزوم النهايات الثابتة
عزوم النهايات الثابتة هي عزوم عند نهايات العناصر أنتجتها الأحمال الخاريجية عند ثبوت المفصلات ومنعها من التحرك.

### جساءة الانحناء
جساءة الانحناء هي (EI/L) لعنصر هي حاصل ضرب معامل المرونة الطولي (E) ومعامل عزم القصور الذاتي (I) مقسوم علي طول العنصر (L).
نحتاج في هذة طريقة نسبة لجساءة الانحناء لكل العناصر وليست القيم الدقيقة لهم.

### عوامل التوزيع
عند تحرير مفصلة ما وبدايتها للدوران تحت تأثير العزم، تُولد قوي عند كل عنصر حول هذة المفصلة. بالرغم من أن المقاومة الكلية تساوي هذا العزم، قيمة القوي المقاومة له تختلف باختلاف جساءة الانحناء للعنصر.عوامل التوزيع يمكن أن تُعرف كنسب للعزم المُحمل بكل عنصر من عناصر المنشأ.رياضياً، عامل التوزيع {\displaystyle \mathrm {K} } عند مفصلة {\displaystyle \jmath }:
{\displaystyle D_{jk}={\frac {\frac {E_{k}I_{k}}{L_{k}}}{\sum _{i=1}^{i=n}{\frac {E_{i}I_{i}}{L_{i}}}}}}
حيث n هو عدد العناصر عند الفصلة.

### عوامل الترحيل
عند تحرير مفصلة ما، يحدث عزم متزن مضاد للعزم الغير متزن الذي كان يساوي من البداية لعزم النهايات الثابتة.هذا العزم المتزن يتم ترحيله فوق النهاية الأخرى المقابلة له.

### تحديد عوامل الترحيل
عند تحرير مفصلة ما، يحدث عزم متزن مضاد لعزم الغير متزن بسبب الأحمال.